# Presque-isle
Presque-isle (fra. presqu'île - skoro otok) je zemljopisni pojam. Označava dio kopna koji je bliže tome da ga se smatra otokom nego poluotokom, jer ga s krajem vezuje krajnje uska prevlaka. 
Vidi značenja sličnih geomorfoloških formacija: plimni otok, tombolo, sprud, lido i dr.